# Босут
Босут (сербохорв. Bosut, Босут) — річка в Хорватії та Сербії, ліва притока річки Сави (басейн Дунаю та Чорного моря). 
Довжина річки — 186 км, у тому числі на території Хорватії 151 км; площа басейну — 3 097 км², на території Хорватії — 2 572 км².
Річка утворюється у центральній Славонії з гори Діль, північніше міста Славонський Брод. Надалі протікає по Срему та Воєводині. Впадає в річку Саву, поблизу однойменного села Босут.
На Босуті розташоване хорватське місто Вінковці.